# Joëlle Brupbacher

Makalu en 3D

Joëlle Brupbacher (3 agost 1978 – 22 maig 2011) fou una alpinista suïssa.
Brupbacher vivia a Muri bei Bern i treballava d'informàtica a l'empresa pública Ferrocarrils Federals Suïssos. Fou la primera dona suïssa en ascendir cinc dels catorze vuit mils del planeta. Després d'assolir el cim del Makalu (8485 m) al Nepal el 21 de maig, i ja descendint, Brupbacher morí d'esgotament dins de la tenda al Camp 3 a una altitud de 7400 m el 22 de maig 2011.